# Louisa Goldsmid
Louisa Sophia Goldsmid, född 2 september 1819, död 1908, var en brittisk filantrop och aktivist. Goldsmid, som var av judisk härkomst, var engagerad till förmån för att utöka kvinnors tillgång till utbildning. Hon spelade en ledande roll i att övertala Cambridge University att ta emot kvinnliga studenter, vilket lyckades 1865.